# Charles F. Ramus
Charles Frederick Ramus (* 1902 in Denver, Colorado; † 1979 in Englewood, Colorado) war ein amerikanischer Künstler und Pädagoge, der für seine Beiträge in verschiedenen künstlerischen Disziplinen – Zeichnung, Lithografie und Malerei – bekannt ist.

## Leben
Charles F. Ramus wurde 1902 in Denver, Colorado, geboren. Er studierte an der Denver Academy of Fine Arts und wurde von John Edward Thompson, einem Pionier der modernen Kunst in Colorado, betreut. 
Nach mehreren Jahren an der Denver Academy of Applied Arts wechselte er zur neu gegründeten Chappell-House-Kunstschule, wo er sich intensiv mit der Druckgrafik auseinandersetzte. 1925 arbeitete er in Mexiko mit den berühmten Wandmalern Diego Rivera und José Clemente Orozco zusammen und entdeckte dort die Werke des Druckgrafikers José Guadalupe Posada. Ab 1942 lehrte Ramus an der University of Denver School of Art und hatte diese Position bis 1969 inne. 1948 schenkte Ramus dem Denver Art Museum 23 Druckgrafiken von José Guadalupe Posada, die 2023 in der Ausstellung The Skeletal World of José Guadalupe Posada präsentiert wurden.
Charles F. Ramus’ Arbeiten wurden in verschiedenen Ausstellungen präsentiert, darunter 2020 in der Ausstellung Pressing Issues: Printmaking As Social Justice In 1930s United States im Krannert Art Museum und Kinkead Pavilion in Champaign, Illinois.
Charles F. Ramus’ Werke befinden sich in mehreren namhaften Institutionen, darunter:
- Cleveland Museum of Art
- Denver Art Museum
- Denver Public Library
- Columbus Gallery of Fine Arts
- Allen Memorial Art Museum at Oberlin College
- Cincinnati Art Museum
- Connecticut College
- Dayton Art Institute